# Dypsis ambositrae
Dypsis ambositrae är en enhjärtbladig växtart som beskrevs av Henk Jaap Beentje. Dypsis ambositrae ingår i släktet Dypsis och familjen Arecaceae. IUCN kategoriserar arten globalt som akut hotad. Inga underarter finns listade i Catalogue of Life.

## Bildgalleri

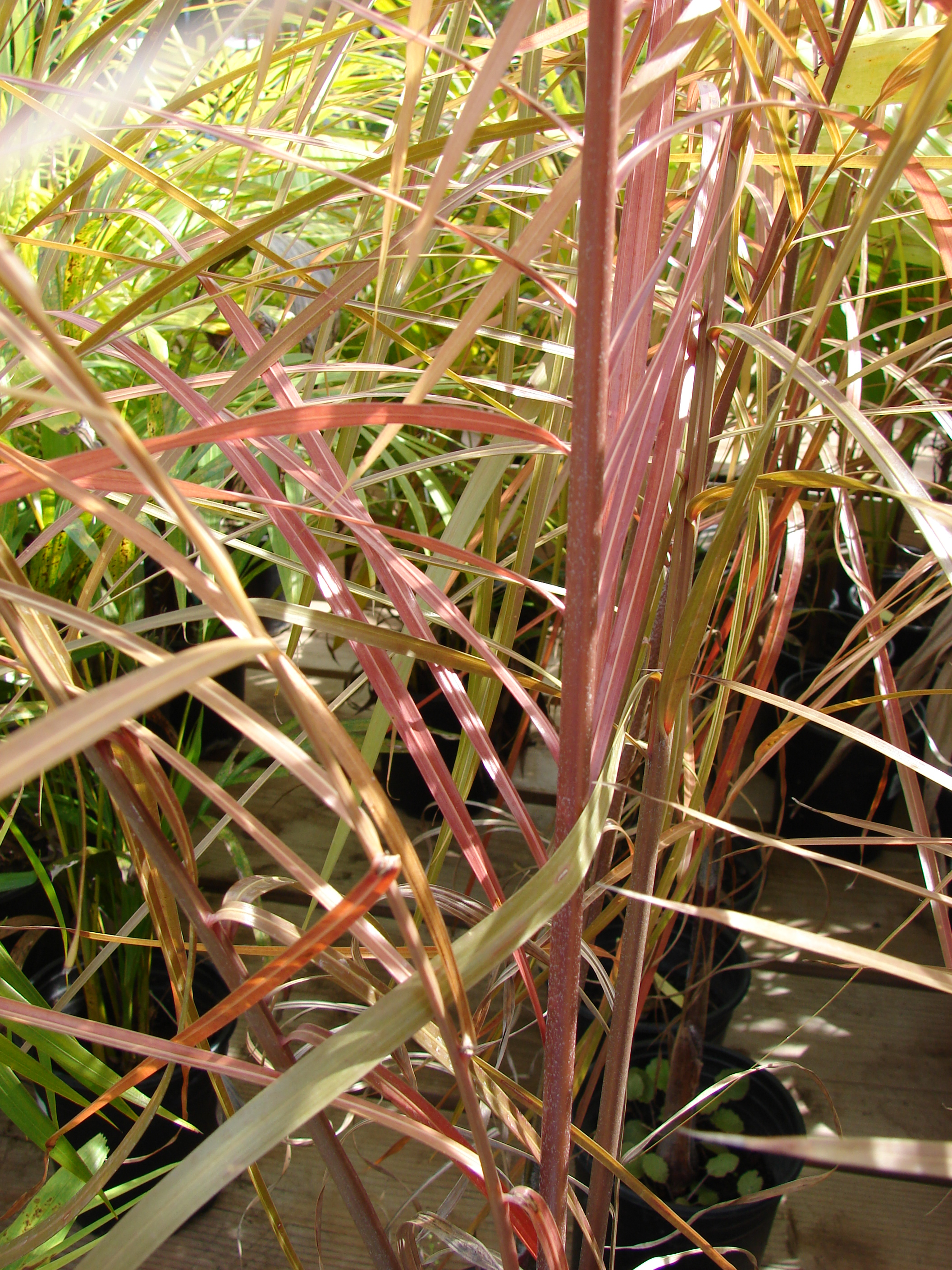